# Região Norte de Manitoba
A Região Norte de Manitoba (ou Northern Manitoba) é uma região da província canadense de Manitoba. Ela está situada no Escudo Canadense e inclui o litoral de Manitoba na Baía de Hudson. As principais atividades econômicas da região são a mineração e o turismo.